# Mokoš
Praslovanska boginja plodnosti, zaščitnica žensk, Perunova žena.
Njen kult, ki se je dolgo ohranil, je bil predvsem pri vzhodnih Slovanih povezan z ovčarstvom in prejo. Severni Rusi so jo slavili še v začetku 20. stoletja. Prvotno je bila Mokoš zaščitnica žensk, materinstva in ženskih opravil v hiši. Po eni strani je bila povezana z ognjem in bliskom, po drugi pa z vodo. 
Sledovi imena Mokoš so danes ohranjeni v toponimih, npr. v Sloveniji nanj spominja vas Makoše pri Ribnici (vas je zgodovinsko poznana tudi kot Makoša ali Makoš) in potok Mokoš v Prekmurju. Na Hrvaškem je v bližini Reke poznana vas Mokošica, pri Dubrovniku vas Makoše. V Bosni in Hercegovini se v bližini vasi Ravno nahaja hrib, poimenovan Mukušina. Južno od Mostarja leži hrib Mukoša. Podobno kot slovenski potok Mokoš pa se vas blizu Zagreba imenuje Mokos.